# جون بيرش (مبشر)
جون بيرش (بالإنجليزية: John Birch)‏ هو مبشر أمريكي، ولد في 8 مايو 1918 في Landour ‏ في الهند، وتوفي في 25 أغسطس 1945 في شيان في الصين.
كتن وزيرًا معمدانيًا أمريكيًا، وقائدًا للقوات الجوية بالجيش الأمريكي كان ضابطًا في المخابرات العسكرية الأمريكية في الصين خلال الحرب العالمية الثانية. قُتل بيرش في مواجهة مع الجنود الشيوعيين الصينيين بعد أيام قليلة من إنتهاء الحرب. حصل بعد وفاته على وسام الخدمة المتميزة للجيش.

## وصلات خارجية
- جون بيرش على موقع إن إن دي بي (الإنجليزية)